# Niekerk (Het Hogeland)
Pour les articles homonymes, voir Niekerk.
Niekerk (en groningois : Nijkerk) est un village de la commune néerlandaise de Het Hogeland, situé dans la province de Groningue.

## Géographie
Le village est situé dans l'ouest de la commune, entre Zoutkamp et Houwerzijl.

## Histoire
Niekerk fait partie de la commune de De Marne avant le 1er janvier 2019, quand celle-ci est supprimée et fusionnée avec Bedum, Eemsmond et Winsum pour former la nouvelle commune de Het Hogeland.

## Démographie
Le 1er janvier 2018, le village comptait 45 habitants.

## Culture et patrimoine
L'église réformée date du XIIIe siècle et a été remaniée en 1629. Elle est classée monument national.